# Abdel Abqar
Abdelkabir Abqar (Settat, 10 maart 1999) is een Marokkaans profvoetballer die doorgaans als verdediger speelt. Hij verruilde in 2020 Malaga CF voor Deportivo Alaves. Abqar debuteerde in 2024 voor het Marokkaans voetbalelftal.